# لاتاری (ترانه کالی اوچیس)
«لاتاری» (به انگلیسی: Lottery) ترانه‌ای از خوانندهٔ آمریکایی کالی اوچیس می‌باشد که به‌عنوان تک‌آهنگی از نخستین ئی‌پی وی تحت عنوان پور ویدا منتشر شده‌است.